# Leander de Cordova
Leander de Cordova (Kingston, 5 de diciembre de 1877 – Los Ángeles, 19 de septiembre de 1969) fue un actor y director cinematográfico de origen jamaicano.
Nacido en Kingston, Jamaica, era hermano del actor Rudolph de Cordova. Falleció en Los Ángeles, California.

## Filmografía

### Director (completa)
- 1919 : A Scream in the Night, codirigida con Burton L. King
- 1920 : Love, Honor and Obey
- 1920 : Polly with a Past
- 1922 : Swallow
- 1925 : She, codirigida con G. B. Samuelson
- 1929 : After the Fog
- 1931 : Trails of the Golden West

### Actor (parcial)
- 1937 : The Emperor's Candlesticks, de George Fitzmaurice
- 1939 : Midnight, de Mitchell Leisen
- 1939 : Zorro's Fighting Legion, serial de William Witney y John English
- 1943 : Mission to Moscow, de Michael Curtiz
- 1945 : Yolanda and the Thief, de Vincente Minnelli
- 1947 : Fear in the Night, de Maxwell Shane
- 1948 : Albuquerque, de Ray Enright